# Riefenstahl
Riefenstahl (bra: Riefenstahl)  é um filme do gênero documentário alemão do diretor  Andres Veiel e da produtora  Sandra Maischberger sobre a cineasta alemã Leni Riefenstahl. O filme teve sua estreia em 29 de agosto de 2024 no festival de Veneza e estreou nos cinemas alemães em 31 de outubro de 2024.
Leni Riefenstahl foi homenageada diversas vezes no Festival de Veneza. Em 1932, recebeu a medalha de prata por Das blaue Licht [de]; em 1934, a medalha de ouro por O Triunfo da Vontade; e, em 1938, a medalha de ouro da Coppa Mussolini de melhor filme estrangeiro por Olympia.

## Documentário

### Antecedentes
Sandra Maischberger entrevistou Leni Riefenstahl no ano de 2002 para marcar o centenário de seu nascimento. O diretor foi Hans-Jürgen Panitz, que recebeu um Emmy em 1993 por seu documentário The Wonderful Horrible Life of Leni Riefenstahl [en]. A entrevista foi transmitida simultaneamente na Alemanha e na França pelo canal Arte, em 15 de agosto de 2002, sob o título Sandra Maischberger meets Leni Riefenstahl. Posteriormente, Maischberger comentou a entrevista: “no meio, achei que ela estava mentindo” e “não tinha conseguido arrancar nada dela. E pensei que não poderia ter sido isso”. Ela então se aprofundou na vida de Riefenstahl e, como disse ao jornal Der Tagesspiegel [en], nasceu a ideia de um documentário.
No ano de 2016, os herdeiros de Riefenstahl entregaram seu espólio à fundação do patrimônio cultural prussiano [de], que incluía 7.000 caixas de roteiros, cartas, anotações, trechos de filmes, fotografias, gravações privadas em super 8, fitas cassete com gravações telefônicas e vários rascunhos para suas memórias, todos desorganizados. Maischberger ofereceu à fundação um inventário cuidadoso do patrimônio, realizado por especialistas. Em troca, ela recebeu permissão para usar o material para a produção de um documentário. Em 2018, o documentarista  Andres Veiel juntou-se ao projeto com sua equipe de editores, que estiveram envolvidos na visualização do material desde o início, e o cinegrafista Toby Cornish.
O diretor preencheu as lacunas no autorretrato de Riefenstahl com fontes adicionais. Por exemplo, a declaração de Riefenstahl de que nunca havia lido Mein Kampf, de Adolf Hitler, foi refutada por uma entrevista publicada no jornal britânico Daily Express em abril de 1934, na qual ela disse que havia comprado Mein Kampf em uma livraria a caminho das filmagens de Das blaue Licht: “leve o livro com você. Em todos os intervalos das filmagens. No trem. Na água. Na floresta. Depois da primeira página, já sou uma nacional-socialista convicta”. Essa entrevista não consta no espólio organizado por seus familiares, mas ainda estava disponível no arquivo do jornal na Inglaterra.

### Produção
O filme foi produzido por Sandra Maischberger e sua produtora Vincent Productions, em coprodução com a WDR, SWR, NDR, BR e rbb. A produção foi financiada pelas entidades Film- und Medienstiftung NRW [de], Medienboard Berlin-Brandenburg [de], Filmförderungsanstalt, BKM [de] e Deutsches Filmorchester Babelsberg [de].
Stephan Krumbiegel [de] e Olaf Voigtländer, com quem Veiel já havia trabalhado em seu documentário sobre [en] Beuys, e Alfredo Castro participaram da edição do filme. O documentário foi editado em um período de dezoito meses. Toby Cornish foi responsável pelo trabalho de câmara, tal como aconteceu no documentário sobre Joseph Beuys.
A música do filme foi escrita por Freya Arde, que conseguiu gravar as composições com a Orquestra de Cinema Alemã de Babelsberg [en].
Em entrevista, Veiel diz que o documentário alerta para a ascensão da extrema-direita no mundo contemporâneo. Veiel destacou que "na última conversa que ela tem no filme, pelo telefone, é dito que vai demorar uma ou duas gerações para a Alemanha reencontrar seu papel em termos de moralidade, virtude e ordem. Não se está ali muito distante de Donald Trump e o que ele diz sobre imigrantes estragarem o sangue americano. Foi uma conversa sombriamente profética".

## Exibição
O filme foi exibido pela primeira vez no festival de cinema de Veneza, a 29 de agosto de 2024.  Estreou nos cinemas alemães em 31 de outubro de 2024.
Na América do Norte, a estreia ocorreu no Festival de Cinema de Telluride, na cidade no interior do Colorado, onde Riefenstahl recebeu o prêmio de honra no primeiro festival, em 1974.

### Crítica
O jornalista de cinema Dieter Oßwald [de] escreveu no portal Programmkino.de: “Um quebra-cabeça meticulosamente compilado e empolgante de uma biografia contraditória. “Visionário? Manipulador? Mentiroso?”, pergunta o pôster de forma programática. Como sempre, Veiel sabiamente deixa as respostas para o público. Um marco no filme biográfico. Ao mesmo tempo, um importante filme educativo sobre o poder das imagens - sempre atual na era da inteligência artificial".
A revista estadunidense The Hollywood Reporter escreveu: “o novo documentário de Andres Veiel é um retrato psicológico da infame diretora de Olympia e Triumph of the Will que mostra o ‘terrível poder de sedução’ do fascismo”.
Jens Hinrichsen, da revista Monopol [de], escreve em sua detalhada crítica do filme que o filme mais uma vez desmonta o mito da apolítica e traz o problema de sua estética para o presente. O filme não olha para a personagem principal de uma “distância segura”, mas sim a traz para o presente. O material selecionado muitas vezes funciona como um espelho dos eventos atuais. “Em sua essência, 'Riefenstahl' trata de um conceito pervertido de beleza que esconde o outro lado do belo, superior e vitorioso - o supostamente indigno, doente, fraco e também o estrangeiro.” Em resumo, Hinrichsen afirma que é possível traçar paralelos com os filtros do Instagram, a mania de beleza e o body shaming a partir do trabalho dela, que celebra o culto ao corpo perfeito, principalmente em seu filme Olympia. “Leni Riefenstahl talvez não seja inocente do fato de que a beleza rompeu com a tríade do verdadeiro, do belo e do bom".
Owen Gleiberman, da revista estadunidense Variety, escreveu que o documentário "apresenta mais evidências do que vimos até agora de que Riefenstahl estava inserida no regime. No entanto, as evidências continuam sendo circunstanciais".
Xan Brooks, crítico de cinema do jornal britânico The Guardian, escreve que Leni Riefenstahl retorna ao festival como a estrela do “documentário extraordinariamente profundo” de Andres Veiel. Foi aqui no Lido que sua carreira atingiu o auge antes de cair no inferno. O filme mostra essa história e como Riefenstahl tentou e não conseguiu salvar sua reputação. O filme reconhece o papel dela como pioneira: “Uma artista ambiciosa em um setor dominado por homens, cujo olhar poético e talento técnico viraram o meio de comunicação de cabeça para baixo [...] Mas o filme também mostra as maneiras pelas quais seu trabalho está inextricavelmente ligado ao nazismo - cheio dele, determinado por ele - que nunca pode ser visto isoladamente como inocente e imaculado”. 
Thomas Schultze, do portal de filmes Spot, chega à conclusão de que “a cegueira de Leni Riefenstahl, como o filme de Andres Veiel deixa claro, é a cegueira de um país inteiro que não quer assumir a responsabilidade, que não quer aprender com o que aconteceu, que prefere desviar o olhar e negar, abrindo assim a porta para um novo olhar para um abismo que se pensava ter sido superado".